# August Friedrich Oelenhainz

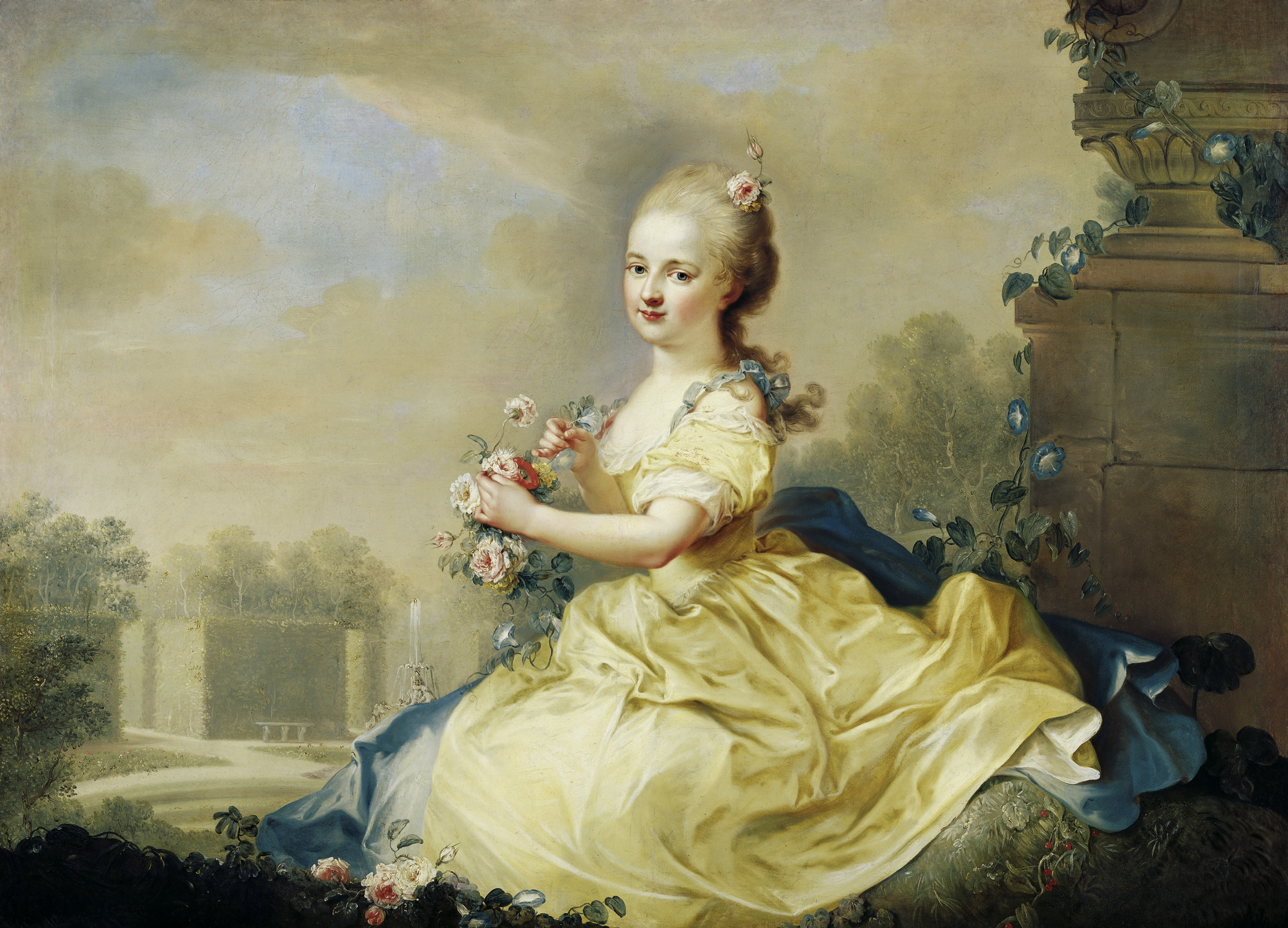
August Friedrich Oelenhainz: Porträt Maria Josepha Hermengilde von Liechtenstein

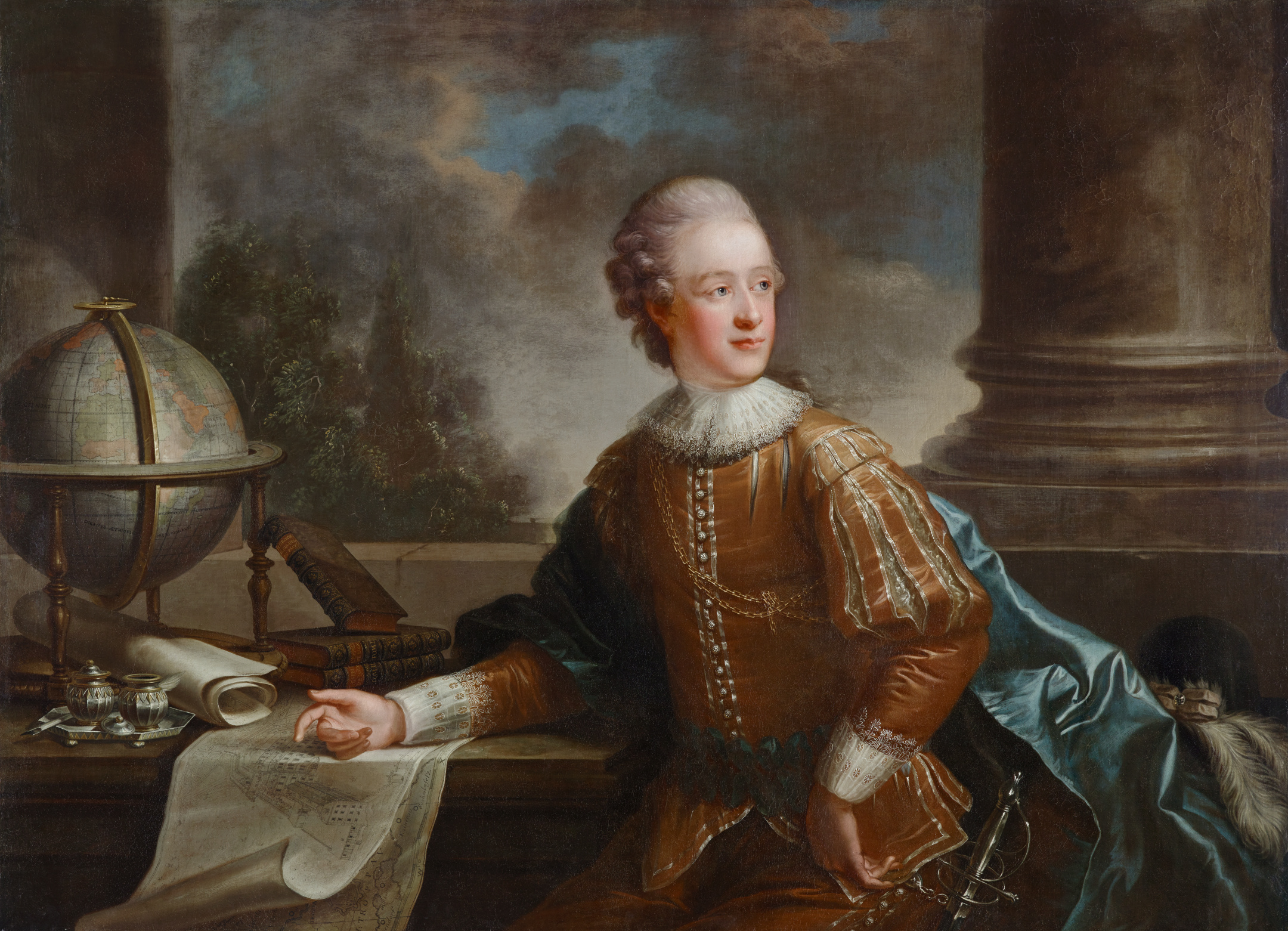
August Friedrich Oelenhainz: Portrait Alois I. von Liechtenstein, um 1804, Palais Liechtenstein, Wien

August Friedrich Oelenhainz (* 28. Juni 1745 in Endingen bei Balingen [Herzogtum Württemberg]; † 5. November 1804 in Pfalzburg [Lothringen]) war ein württembergischer Maler, der sich überwiegend in Wien aufhielt.

## Leben
Oelenhainz war das jüngste Kind des Pfarrers Jacob Ludwig Oelenhainz und seiner Frau Regina Rosina geb. Meyer. Er hatte nur drei Geschwister, da sein Vater seine Mutter als Witwe heiratete, die aus der ersten Ehe drei deutlich ältere Kinder mitbrachte. Ähnlich wie sein Vater, Großvater, Urgroßvater und Ururgroßvater war er bestimmt, Theologie zu studieren und Pfarrer zu werden. Seine Vorliebe zum Zeichnen und Malen war aber so groß, dass der Vater seinen Wunsch ändern musste. Zur ersten Ausbildung schickte er den Sohn zu dessen Onkel (Bruder der Mutter), dem Maler Wolfgang Dietrich Majer nach Tübingen. Ab 1761 studierte Oelenhainz an der „Academie des Arts“ in Ludwigsburg beim württembergischen Hofmaler Johann Wilhelm Beyer, mit dem er 1768 nach Wien ging. Er nahm das Studium an der Kunstakademie Wien auf und konnte 1769 mit seinem Aufnahmestück an der Kupferstecherakademie, einer Aktzeichnung, den ersten Preis erlangen.
Am kaiserlichen Hof avancierte er rasch zu einem beliebten Maler. Bereits in jungen Jahren galt er als begabter Porträtist. Auch wenn Oelenhainz immer wieder zu Reisen nach Deutschland und in die Schweiz aufbrach, hielt er sich doch zum größten Teil seines Lebens in Wien auf. Es ist lediglich ein längerer Aufenthalt in der Schweiz dokumentiert, der mit Oelenhainz' Mitgliedschaft bei den Freimaurern zu begründen ist. Diese Organisation ermöglichte ihm, zusätzliche Aufträge und engen Kontakt zu den Geistesgrößen seiner Zeit zu pflegen. So porträtierte er beispielsweise Johann Caspar Lavater und Christian Friedrich Daniel Schubart, bei letzterem hielt er sich 1780 auf dem Hohenasperg auf. Ab 1790 arbeitete er in Zürich und 1792 in Bern. In Bern hinterließ er zahlreiche Porträts, von welchen das Porträt des Schultheißen Albrecht von Mülinen herausragt. Mit dem 11 Jahre jüngeren Maler Johann Heinrich Kunkler aus St. Gallen unternahm er in dieser Zeit mehrere Reisen.
Neben anderen namhaften Persönlichkeiten hielt er unter anderem auch mehrere Mitglieder der Häuser Liechtenstein und Schwarzenberg in Gemälden fest. Gerade die Bildnisse von Kindern der Familie Liechtenstein zeigen sehr deutlich, dass Oelenhainz' Einflüsse zum größten Teil in der französischen Porträtkunst und in kleinem Maße bei den englischen Meistern zu finden sind. Seine Werke nehmen Abstand von opulenten Repräsentationsformen im barocken Sinn, sondern bezeugen bereits den Wunsch nach der Abbildung der Persönlichkeit der Dargestellten.
Ab 1800 hielt er sich in Ulm und 1801 in Stuttgart auf. 1803 reiste er nach Paris und starb 1804 auf der Heimreise.
Oelenhainz gehörte dem Bund der Freimaurer an.

## Werke (Auswahl)
- Bernisches Historisches Museum
- Kunstmuseum Bern
- Schloss Jegenstorf
- Schloss Ludwigsburg
- Staatsgalerie Stuttgart
- Belvedere Wien